# Predrag Danilović
Predrag Danilović, född 26 februari 1970 i Sarajevo, dåvarande Jugoslavien, är en serbisk basketspelare som tog OS-silver 1996 i Atlanta. Detta var första gången Serbien och Montenegro inte spelade under IOC-koden YUG utan under SCG. Han har bland annat tävlat för KK Partizan.